# Sympotthastia repentina
Sympotthastia repentina är en tvåvingeart som beskrevs av Makarchenko 1984. Sympotthastia repentina ingår i släktet Sympotthastia och familjen fjädermyggor. Inga underarter finns listade i Catalogue of Life.